# Friedrich August Ukert
Friedrich August Ukert (Eutin, 28 ottobre 1780 – Gotha, 18 maggio 1851) è stato un bibliotecario, geografo e umanista tedesco.
Dal 1800 studiò filologia presso L’Università di Halle, studente di Friedrich August Wolf, quindi continuò gli studi presso l’Università di Jena ove ebbe come docenti Johann Heinrich Voss, Johann Jakob Griesbach e Christian Gottfried Shütz. Dopo aver completato gli studi lavorò come tutore a Weimar per due figli di Friedrich Schiller. Nel 1808 ritornò a Gotha dove trovò impiego come bibliotecario presso la Biblioteca Ducale della stessa città ottenendo successivamente il titolo di Bibliotecario Capo..  Pubblicò numerosi lavori tra cui nel 1813 pubblicò Über die Art der Griechen die Entfernungen zu bestimmen (Come i Greci calcolavano le distanze), nel 1815 Bemerkungen über Homer's Geographie (La geografia di Omero), nel 1821 con Francis Beaufort Reise durch Klein-Asien, Armenien und Kurdistan (Viaggio in  Asia Minore, Armenia e Kurdistan) mentre tra il 1816 e il 1846 i tre volumi Geographie der Griechen und Römer von den frühesten Zeiten bis auf Ptolemäus, (La geografia dei Greci e dei Romani dagli inizi ai tempi di Tolomeo) e nel 1850 Über Dämonen, Heroen und Genien (Demoni, Eroi, e Geni).
A Friedrich August Ukert la UAI ha intitolato il cratere lunare Ukert.